# Bixa urucurana
Bixa urucurana är en tvåhjärtbladig växtart som beskrevs av Carl Ludwig von Willdenow. Bixa urucurana ingår i släktet Bixa och familjen Bixaceae. Inga underarter finns listade i Catalogue of Life.